# Ampelisca provincialis
Ampelisca provincialis är en kräftdjursart som beskrevs av Bellan-santini och Kaim-malke 1977. Ampelisca provincialis ingår i släktet Ampelisca och familjen Ampeliscidae. Inga underarter finns listade i Catalogue of Life.